# Výbor pro vědu, vzdělání, kulturu, mládež a tělovýchovu Poslanecké sněmovny Parlamentu České republiky
Výbor pro vědu, vzdělání, kulturu, mládež a tělovýchovu Poslanecké sněmovny Parlamentu ČR je jedním z výborů, které si může Poslanecká sněmovna zřídit.

## Předsedové výboru v historii

### Výbor pro vědu, vzdělání, kulturu, mládež a tělovýchovu
| Předseda        | Strana | Strana              | Doba vykonávání úřadu | Foto |
| --------------- | ------ | ------------------- | --------------------- | ---- |
| František Kozel |        | ODS                 | 1993–1996             |      |
| Michal Prokop   |        | ODA                 | 1996–1998             |      |
| Petr Mareš      |        | US-DEU              | 1998–2002             |      |
| Walter Bartoš   |        | ODS                 | 2002–2010             |      |
| Anna Putnová    |        | TOP 09 a Starostové | 2010–2013             |      |
| Jiří Zlatuška   |        | ANO                 | 2013–2017             |      |
| Václav Klaus    |        | ODS                 | 2017–2019             |      |
| Ivo Vondrák     |        | ANO                 | 2021–2023             |      |

## Výbor pro vědu, vzdělání, kulturu, mládež a tělovýchovu (24.11.2017 – 21.10.2021)

### Místopředsedové výboru
- Ing. Lukáš Bartoň, Ph.D.
- doc. PhDr. Miroslav Grebeníček, CSc.
- Milan Hnilička
- Tereza Hyťhová
- Mgr. Jiří Mihola, Ph.D.
- prof. Ing. Karel Rais, CSc., MBA
- doc. Mgr. Antonín Staněk, Ph.D.

## Výbor pro vědu, vzdělání, kulturu, mládež a tělovýchovu (27.11.2013 – 26.10.2017)

### Místopředsedové výboru
- PaedDr. Mgr. Augustin Karel Andrle Sylor,
- Mgr. Vlasta Bohdalová,
- PaedDr. Ivana Dobešová,
- doc. PhDr. Miroslav Grebeníček CSc.,
- Mgr. Jiří Mihola Ph.D.,
- Pavel Ploc
- doc. RNDr. Anna Putnová, Ph.D., MBA

## Výbor pro vědu, vzdělání, kulturu, mládež a tělovýchovu (24.06.2010 – 28.08.2013)

### Místopředsedové výboru
- PhDr. Walter Bartoš, Ph.D., MBA
- MUDr. Pavel Bém
- doc. PhDr. Miroslav Grebeníček, CSc.
- Mgr. Dagmar Navrátilová
- prof. RNDr. Ivan Ohlídal, DrSc.
- PhDr. Jaroslava Wenigerová

## Výbor pro vědu, vzdělání, kulturu, mládež a tělovýchovu (12.09.2006 – 03.06.2010)

### Místopředsedové výboru
- doc. PhDr. Miroslav Grebeníček, CSc.
- Tomáš Hasil
- Mgr. Vítězslav Jandák
- Ing. Mgr. Marcela Mertinová
- Ing. Michaela Šojdrová

## Výbor pro vědu, vzdělání, kulturu, mládež a tělovýchovu (16.07.2002 – 15.06.2006)

### Místopředsedové výboru
- Mgr. Anna Čurdová
- Taťána Fischerová
- doc. PhDr. Miroslav Grebeníček, CSc.
- Mgr. Petr Pleva
- Ing. Michaela Šojdrová
- Mgr. Eduard Zeman

## Výbor pro vědu, vzdělání, kulturu, mládež a tělovýchovu (22.07.1998 – 20.06.2002)

### Místopředsedové výboru
- PhDr. Walter Bartoš, Ph.D., MBA
- MgA. Miloslav Kučera
- Mgr. Václav Pícl
- Mgr. Petr Pleva
- Ing. Jaromír Talíř

## Výbor pro vědu, vzdělání, kulturu, mládež a tělovýchovu (2.07.1996 – 19.06.1998)

### Místopředsedové výboru
- Pavel Dostál
- Ing. Jan Koucký
- Mgr. Daniel Kroupa
- PhDr. Milan Uhde
- PhDr. Stanislav Volák
- MUDr. Blanka Zajícová
- Mgr. Eduard Zeman

## Výbor pro vědu, vzdělání, kulturu, mládež a tělovýchovu (06.06.1992 – 06.06.1996)

### Místopředsedové výboru
- JUDr. Ing. Jiří Karas
- Vladimír Koronthály
- PhDr. Jiřina Pavlíková
- RNDr. Otakar Vychodil